# مارك سوفر
مارك سوفر (بالعبرية: מרק סופר‏) (بالإنجليزية: Mark Sofer)‏ هو دبلوماسي بريطاني وإسرائيلي، ولد في 1954 في لندن في المملكة المتحدة.